# Djurgården 9
Djurgården 9 är en djurgårdsfärja som trafikerar sträckan Slussen–Skeppsholmen–Allmänna gränd i Stockholm för Waxholmsbolagets räkning.
Djurgården 9 är byggd av Boghammar Marin på Lidingö, och fartyget har varvsnummer 1076. Hon levererades till Waxholmsbolaget den 1 juli 1981 och sattes in i trafik den 8 september samma år. Sedan 2007 ansvarar Djurgårdens Färjetrafik AB för driften av fartyget. Hon är systerfartyg till Djurgården 10.

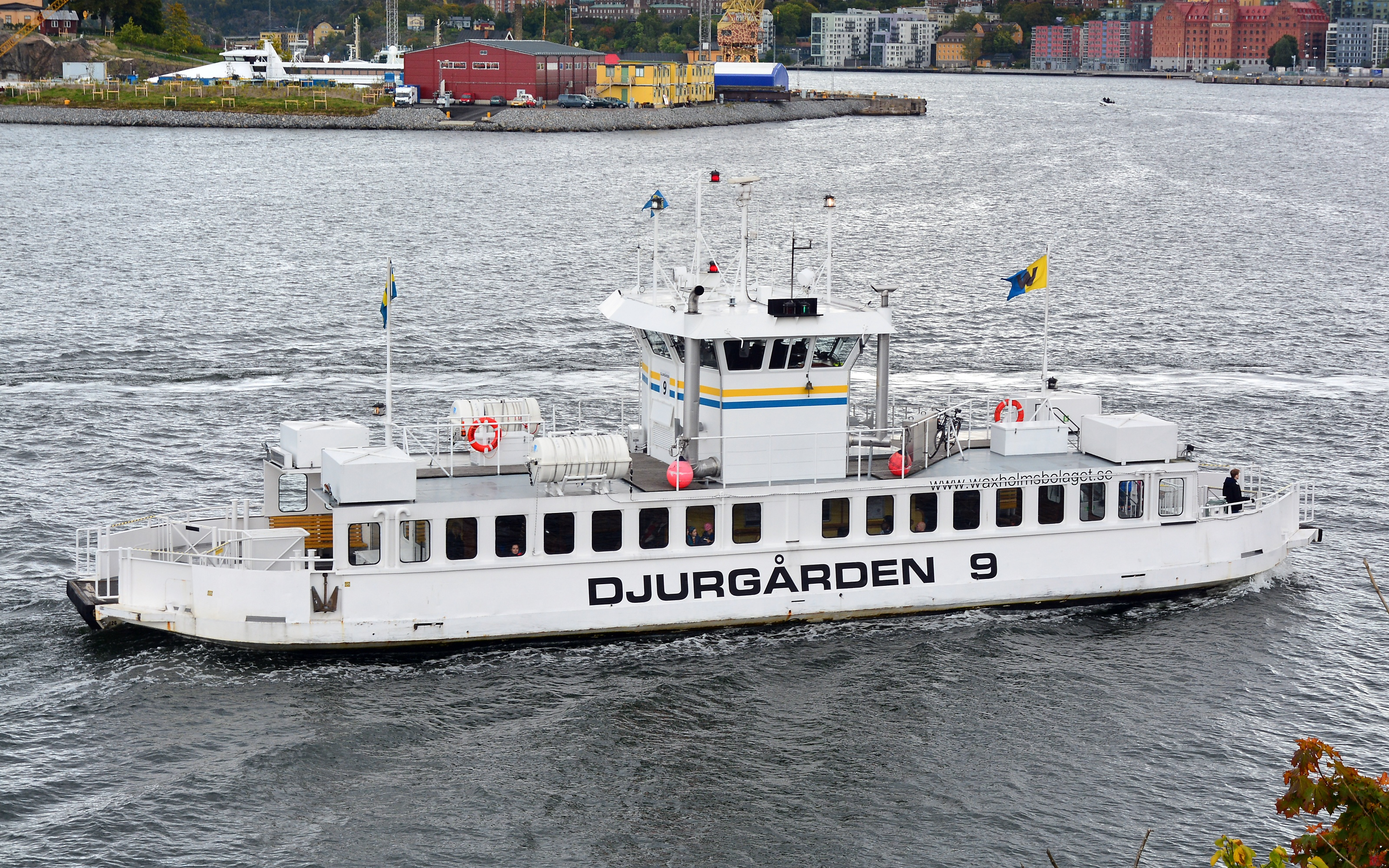
Äldre målning